# Мортон (Іллінойс)
Мортон (англ. Morton) — селище (англ. village) в США, в окрузі Тазвелл штату Іллінойс. Населення — 17 117 осіб (2020).

## Географія
Мортон розташований за координатами 40°36′49″ пн. ш. 89°28′0″ зх. д. / 40.61361° пн. ш. 89.46667° зх. д. (40.613730, -89.466800).  За даними Бюро перепису населення США в 2010 році селище мало площу 33,66 км², з яких 33,55 км² — суходіл та 0,11 км² — водойми.

## Демографія
Згідно з переписом 2010 року, у селищі мешкало 16 267 осіб у 6622 домогосподарствах у складі 4507 родин. Густота населення становила 483 особи/км².  Було 6973 помешкання (207/км²).
Расовий склад населення:
| - 96,3 % — білих - 1,3 % — азіатів - 0,7 % — чорних або афроамериканців - 0,2 % — корінних американців |

До двох чи більше рас належало 1,0 %. Частка іспаномовних становила 1,7 % від усіх жителів.
За віковим діапазоном населення розподілялося таким чином: 23,6 % — особи молодші 18 років, 57,4 % — особи у віці 18—64 років, 19,0 % — особи у віці 65 років та старші. Медіана віку мешканця становила 41,4 року. На 100 осіб жіночої статі у селищі припадало 92,9 чоловіків;  на 100 жінок у віці від 18 років та старших — 90,0 чоловіків також старших 18 років.
Середній дохід на одне домашнє господарство  становив 88 079 доларів США (медіана — 72 855), а середній дохід на одну сім'ю — 108 444 долари (медіана — 89 848). Медіана доходів становила 68 500 доларів для чоловіків та 44 896 доларів для жінок. За межею бідності перебувало 4,6 % осіб, у тому числі 3,8 % дітей у віці до 18 років та 5,0 % осіб у віці 65 років та старших.
Цивільне працевлаштоване населення становило 7878 осіб. Основні галузі зайнятості: освіта, охорона здоров'я та соціальна допомога — 25,9 %, виробництво — 19,2 %, роздрібна торгівля — 10,5 %, науковці, спеціалісти, менеджери — 9,5 %.